# Entomophthoromycota
Entomophthoromycota — відділ грибів. Містить 250 видів у шістьох родинах трьох класів. До відділу належать паразити членистоногих або сапротрофи, що ростуть у ґрунті та лісовій підстилці.

## Систематика
- Клас Basidiobolomycetes Humber 2012
  - Порядок Basidiobolales Jacz. & P.A. Jacz. 1931 ex. Caval.-Sm.
    - Родина Basidiobolaceae Engler & Gilg 1924
- Клас Neozygitomycetes Humber 2012
  - Порядок Neozygitales Humber 2012
    - Родина Neozygitaceae Ben Ze'ev, Kenneth & Uziel 1987
- Клас Entomophthoromycetes Humber 2012
  - Порядок Entomophthorales Winter 1880
    - Родина Ancylistaceae Schröter 1893
    - Родина Completoriaceae Humber 1989
    - Родина Entomophthoraceae Nowakowski 1877
    - Родина Meristacraceae Humber 1989